# Dane’s Graves

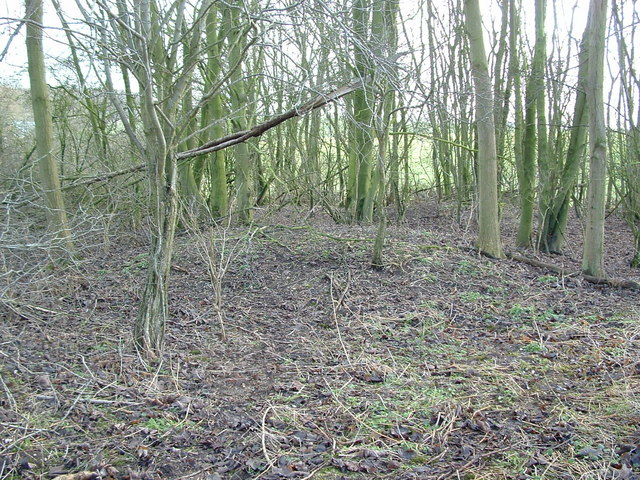
Dane’s Graves

Die Dane’s Graves (auch Danes’ Graves oder Danes Graves genannt – deutsch „Dänengräber“) liegen auf einem Gräberfeld in einem Wald im Danesdale bei Kilham, nördlich von Driffield im Norden von East Riding of Yorkshire in England.
Das große eisenzeitliche Gräberfeld der Parisii stammt aus dem 2. Jahrhundert v. Chr. Die früheste Ausgrabung auf dem Gelände fand 1721 statt, als mehrere Grabhügel untersucht wurden. Davon existieren keine Aufzeichnungen. Der Yorkshire Antiquarian Club untersuchte 1849 sechs Hügel, und William Greenwell (1820–1918) öffnete 1864 innerhalb von zwei Tagen vierzehn Hügel. Diese Untersuchungen waren alle unsachgemäß.
Zwischen 1897 und 1898 wurden von W. Greenwell und John Robert Mortimer (1825–1911) weitere 53 Grabhügel ausgegraben. Spätere Berichte der beiden beschreiben eine Reihe von Hügeln mit Durchmessern zwischen drei und zehn Metern. Die flachen Gräber waren weniger als einen Meter hoch. Die überwiegende Mehrheit der Skelette waren Nord-Süd ausgerichtete Hockergräber der Arras-Kultur. Im Jahre 1897 fand man in einem für die Kultur typischen Wagengrab die Leichen zweier Männer mit Wagen und Geschirr. Es wird vermutet, dass es sich um einen Häuptling und seinen Wagenlenker handelt, der vermutlich mitgetötet wurde, um seinen Häuptling zu begleiten.
Die Grabbeigaben innerhalb der Hügel variierten. Die 114 Skelette waren mit 30 Broschen, 17 Keramiken, sechs Armbändern, zwei Perlen und einer Nadel ausgestattet. Die Zusammensetzung ähnelt der des nördlicher gelegenen eisenzeitlichen Gräberfeldes von Burton Fleming.